# Ida Dalser
Ida Irene Dalser (20 de agosto de 1880 – 11 de dezembro de 1937) foi amante e possivelmente a primeira esposa do ditador fascista italiano Benito Mussolini.

## História
Ida Dalser nasceu em Sopramonte, uma pequena vila próximo a Trento, naquela época pertencente ao Império Austro-Húngaro.   Filha do prefeito da cidade, ela foi enviada a Paris para estudar e, formada como esteticista, retornou à Itália e foi morar em Milão onde abriu um salão de beleza.

### Casamento e filho
Não está bem claro se Ida Dalser conheceu o jovem ativista Benito Mussolini em Trento, onde ele conseguiu seu primeiro emprego como jornalista em 1909 ou em Milão. Os dois começaram um relacionamento e quando Mussolini se recusou a trabalhar num jornal da base socialista, ela vendeu seu salão de beleza para financiar seu próprio jornal. De acordo com algumas fontes, eles se casaram em 1914 - fato jamais comprovado - e em 1915, nasceu seu primeiro filho, Benito Albino Mussolini.

### Casamento de Mussolini
As razões pelas quais Mussolini e Dalser se distanciaram, em algum momento entre o casamento presumido e do nascimento de seu filho, ainda não estão claros, embora o seu caso com Rachele Guidi certamente teve um importante papel. Quando a Primeira Guerra Mundial começou, Mussolini decidiu se alistar e Ida passou a receber regularmente uma pensão de guerra enviada pelo então Reino de Itália. Ferido, ele foi para um hospital em Treviglio e, em 17 de dezembro de 1915, casou-se com Rachelle Guidi.  Ao saber disso, Ida passou a perseguir Mussolini exigindo que ele a reconhecesse como sua mulher legítima, bem como seu filho.

### Internação e morte
Em 1917, Mussolini voltou da guerra e sua carreira política deslanchou e, 1919 ele fundou o Fascio Milanese di Combatimento que viria a ser o Partido Nacional Fascista em 1921.  Nesse mesmo ano, Mussolini foi eleito deputado. Com a Marcha sobre Roma em 1922, Mussolini se tornou oficialmente o ditador da Itália, reconhecido inclusive pela Casa de Savoia.
Com Mussolini no poder, Ida Dalser e seu filho foram colocados sob vigilância pela polícia e qualquer traço de seu relacionamento foi destruído pelos agentes do governo. Ela ainda gritava em voz alta afirmando ser a esposa do ditador e ainda denunciou publicamente Mussolini como um traidor, afirmando que, durante seus anos em Milão, ele havia aceitado um suborno do governo francês em troca de campanha política de apoio à participação da Itália na guerra ao lado da França. Ela foi internada à força no hospital psiquiátrico de Pergine Valsugana, e depois transferida para outro na ilha de San Clemente em Veneza, onde morreu em 1937. A causa da morte foi registrada como hemorragia cerebral.

### O destino de Benito Albino
Benito Albino Mussolini foi capturado por agentes do governo, que disseram que sua mãe estava morta. Ele foi adotado como um órfão pelo chefe de polícia ex-fascista de Sopramonte. Inicialmente educado numa faculdade em Moncalieri, alistou-se depois na Marinha Real Italiana e sempre foi mantido sob estrita vigilância pelo governo fascista. Mesmo assim ele insistia em afirmar que Benito Mussolini era seu pai e, a exemplo da mãe, acabou sendo internado à força em um hospital psiquiátrico em Mombello, Província de Milão, onde morreu em 1942 com 26 anos.

## Redescoberta e a vida de Ida Dalser no cinema
- A história do primeiro casamento de Benito Mussolini foi reprimida durante o governo fascista e ficou esquecida por muitos anos. Ela foi redescoberta em 2005 por Marco Zeni, um jornalista italiano, que fez um documentário para a TV, transmitido pela TV RAI, além de dois livros.

- Vincere é um filme biográfico que mostra a vida de Ida Dalser dirigido por Marco Bellocchio, que foi mostrado em 2009 no "American Film Institute Festival" e competiu no Festival de Cannes.[4][5]